# مطرة (المندائية)
في علم الكونيات المندائية، المطرة (المندائية الكلاسيكية: ࡌࡀࡈࡈࡀࡀࡓࡕࡀ؛ صيغة الجمع: معطرة ࡌࡀࡈࡀࡓࡀࡕࡀ) هي ”محطة“ أو ”بيت رسوم“ يقع بين عالم النور (ألما ᴏ-نهورا) من تيبيل (الأرض). وقد تُرجمت بشكل مختلف على أنها ”محطة مراقبة“، أو ”محطة تحصيل الرسوم“، أو ”محطة طريق“، أو ”مطهر“. تتم حراسة المراطس من قبل العديد من الكائنات السماوية (كائنات سماوية من عالم النور) والشياطين. أما روحا، ملكة العالم السفلي، فهي حاكمة أو حارسة إحدى المَعْتَرات.
للوصول إلى عالم النور (ألما-نهورا) من عالم النور، يجب على الأرواح أن تمر عبر مختلف المقاطع التي تقع بينهما. يمكن أن تساعد طقوس مثل المعراج في إرشاد الأرواح إلى ما وراء الميقات المختلفة حتى تتمكن من الوصول إلى عالم النور.

## في كنزا ربا
في ربابة الجنزا، يقدم الفصل 3 في الكتاب 5 من الجنزا الأيمن والكتاب 6 من الجنزا الأيمن (المعروف أيضًا باسم ”كتاب الدينانخت“)، والفصل 4 في الكتاب 1 من الجنزا الأيسر أوصافًا مفصلة للمقتطفات.
بعض حراس الماتارتا هم:
- نباز (نباز هايلا)
- نبو (عطارد)
- زان -هزا-زبان
- يور (يور-ياهور)
- أرهوم
- بيلبين-بيبين
- يسوع المسيح ( ʿšu Mšiha / Īšu Mšiha )
- روحا
- هيمون
- بتاهل
- أباتور

ترتيب حراس ماتارتا في يمين غينزا 5.3 :
1. العذراء ( بتولا )
2. زان- هززبان
3. يور، ياهور، وأرحوم
4. بيلبين-بيبين
5. يسوع المسيح
6. المستخدمين
7. روحا د-قدسا

ترتيب حراس ماتارتا في يمين غينزا 6 :
1. نباز-هيلا
2. زان- هززبان
3. إيوات- روحا
4. هيمون
5. بتاهل
6. أباتور

ترتيب حراس ماتارتا في جينزا اليسرى 1.4 :
1. نباز ورجال الدين
2. نبو والكتبة
3. سبعة من بتاحيل والخطاة
4. المستخدمين
5. المسيح (يسوع) والعزاب
6. إيوات (أي روحا ) والمنافقون الصائمون
7. بتاحيل والحكام الأشرار
8. أباتور والنصارى الغافلون

تدور ”الجنزا اليسرى 3.51“ حول الروح التي تمر عبر سبع محطات ماتارتا. أسماء حرّاس الماتارتا هي ببساطة ”الأولى“ و”الثانية“ و”الثالثة“ و”الرابعة“ و”الخامسة“ و”السادسة“ و”السابعة“ على التوالي.

## أوجه التشابه في الديانات الأخرى
في مكتبة نجع حمادي، يصف سفر الرؤيا القبطي لبولس في مكتبة نجع حمادي صعودًا عبر السماوات السبع السفلى، التي يحرسها ملائكة مختلفون يوقعون العقوبات على الخطاة. ذُكر ”جباة الضرائب“ السماوية في سفر الرؤيا الأول ليعقوب (33، 2-27)، الذي يذكر ”ثلاثة محتجزين يأخذون النفوس بالسرقة“، وكذلك الملائكة الذين يعذبون النفس في كتاب توما المناظر (141، 36-39) وبيستيس صوفيا.
تتشابه كلمة ماتارتا في المندائية أيضًا مع كلمة ”ماتارتا“ في المسيحية الأرثوذكسية الشرقية.
يصف سفر أخنوخ الثاني، وهو نص يهودي ملفق كُتب في القرن الأول الميلادي، الصعود الصوفي للبطريرك أخنوخ من خلال تراتبية السماوات العشر. يمر أخنوخ عبر جنة عدن في السماء الثالثة في طريقه لمقابلة الرب وجهًا لوجه في السماء العاشرة (الفصل 22). ويقابل على طول الطريق سكانًا موصوفين بوضوح من الملائكة الذين يعذبون الآثمين؛ ويرى بيوتًا وزيت زيتون وأزهارًا.